# Серро-Рико
Серро-Рико (исп. Cerro Rico — Богатая гора), Серро-Потоси (исп. Cerro Potosi — Гора Потоси) или Сумак-Урку (кечуа Sumaq Urqu — Красивая (хорошая, приятная) гора) — гора в Андах недалеко от боливийского города Потоси. Серро Рико которая обычно считается «сделанной из» серебряной руды, известна тем, что во времена Испанской империи здесь добывалось огромное количество серебра, большая часть которого была отправлена в метрополию. Подсчитано, что восемдесят пять процентов серебра, добытого в Центральных Андах за это время, было добыто в Серро Рико. В результате горных работ в его окрестностях, Потоси стал одним из крупнейших городов Нового Света.

## История
Серро-Рико-де-Потоси была самым богатым источником серебра в истории человечества. Добыча минеральных руд началась здесь в 1545 году, во времена Испанской империи. С XVI по XVIII века в этом руднике добывалось 80 % мировых запасов серебра.
Применявшиеся на протяжении столетий методы добычи серьёзно навредили местной экологии. Добыча серебра в шахтах на горе, продолжается до сих пор. Из-за плохих условий труда, таких, как отсутствие средств защиты от вдыхания пыли, многие горняки заболевают силикозом и их ожидаемая продолжительность жизни составляет около 40 лет. Гора по прежнему вносит значительный вклад в экономику города, так как в её шахтах работает около 15 000 горняков.
В результате многовековой добычи полезных ископаемых в 2011 году в склоне горы образовалась воронка, которую пришлось залить сверхлёгким цементом. Гора также продолжает опускаться на несколько сантиметров каждый год. В 2014 году ЮНЕСКО добавила Серро Рико и Потоси в свой список объектов, находящихся под угрозой исчезновения, из-за «неконтролируемых операций по добыче полезных ископаемых», которые «могут привести к ухудшению состояния объекта».

## Труд и методы добычи в Серро-Рико
Первоначально Испанская империя использовала для добычи серебра в Серро-Рико систему принудительного труда под названием репартимьенто, известной в империи инков как мита. Испанская корона предпочитала эксплуатировать в Андском регионе индейцев, а не африканских рабов из-за высокой смертности и низкой производительности В первые десятилетия из рудников в Потоси извлекались обширные залежи чистого серебра и хлорида серебра, что делало добычу серебра относительно простой. К 1565 году в Серро-Рико закончились высококачественные серебряные руды. Однако добыча снова началась после внедрения метода извлечения серебра, в котором для использования амальгам серебра и извлечения его из руд с низким содержанием использовалась ртуть (известен как патио процесс).
Репартимьенто был также системой циклического труда, поэтому по прошествии необходимого времени многие американские индейцы, не смотря на тяжёлые условия, продолжали работать на рудниках в качестве бесплатных наёмных рабочих или минга.
Учитывая использование ртути и большое количество серебра, добываемого в шахтах, отравление ртутью среди рабочих было обычным делом, и привело к гибели многих горняков. Другие тяжёлые условия, как на шахтах, так и на двориках для переработки руды также стали причиной гибели горняков во времена испанского правления, и считается, что в общей сложности на рудниках в Серро Рико погибло в общей сложности около восьми миллионов горняков. Однако, по оценкам других источников, тут погибли «сотни тысяч», восемь миллионов смертей были на самом деле общим числом погибших в вице-королевстве Перу, а не только на шахтах в Потоси
Из-за большого количества рабочих, погибших на шахтах, Серро-Рико известна как «гора, поедающая людей». В работах таких историков, как Питер Бэйквелл, Дэвид Кук, Энрике Тандетер и Ракель Хиль Монтеро представлено более точное описание проблем человеческого труда (свободные и несвободные работники) с совершенно различными оценками.

## Боливийский горнодобывающий кооператив
Кооперативный горнодобывающий сектор Боливии, центр которого расположен в Потоси, после избрания в 2006 году социалистического президента Эво Моралеса, получил множество льгот, включая благоприятный налоговый режим и освобождение от трудового и экологического законодательства. После жестокого принудительного труда по добыче серебряной руды, десятилетий иностранного контроля и частных инвестиций конца XX века и краха государственной горнодобывающей компании COMIBOL, приведшего к перемещению 25 000 шахтёров, после резкого падения цен на полезные ископаемые в 1990-х годах, «неформальные, самоуправляемые ассоциации» начали продавать «неочищенный продукт» частным операторам.
FENCOMIN (Национальная федерация горнодобывающих кооперативов Боливии) сыграла важную роль в обеспечении успешных всенародных выборов Эво Моралеса, а также выступила в качестве одного из лидеров в разработке новой конституции Боливии, устанавливающей плюралистическую горнодобывающую экономику (государственную, частную и кооперативную). Однако, за последние годы, между горняками, работающими на государственных предприятиях и горняками, членами кооперативов возникло множество конфликтов. В 2006 году между государственными шахтёрами и членами кооперативов произошла стычка в Уануни, в результате чего погибло 16 человек, что привело к отставке министра горной промышленности, члена FENCOMIN. В 2016 году был подвергнут пыткам и убит заместитель министра внутренних дел Боливии Родольфо Илланес. Предположительно, это совершили сотрудники горнодобывающего кооператива Боливии. Этот случай привёл к столкновениям между кооперативными горняками и полицией, в результате чего пять шахтёров погибли, и что привело к разрыву связей между кооперативными горнодобывающими предприятиями и правительством Моралеса
Отчёты за 2019 год показывают, что текущая добыча на рудниках к тому времени состояла преимущественно из олова и цинка, и лишь из небольшого количества серебра. Согласно одному из отчётов, более 88 % шахтёров в Боливии, примерно от 8000 до 10000 (в зависимости от источника, делающего оценку), включая детей, работали на кооперативы.
Бывший шахтёр, обсуждая с репортёром большие риски, связанные с работой в Серро-Рико, сказал, что у тех, кто там работает, мало альтернатив для заработка на жизнь: «Надо быть сумасшедшим, чтобы работать в шахтах при таких условиях. Но альтернатив нет».

## Рудник

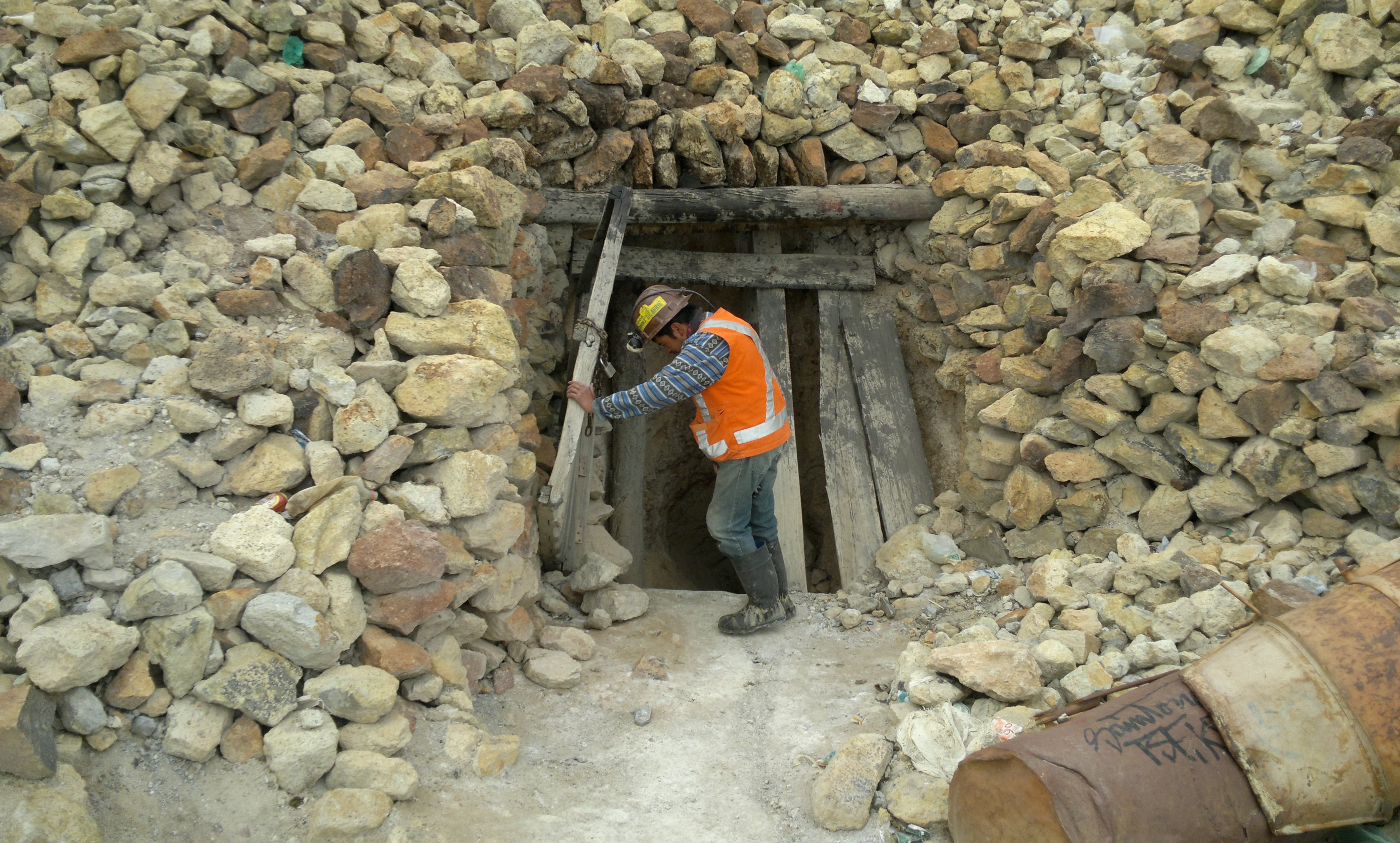
Вход в шахту. Серро-Рико

Серро-Рико-де-Потоси была случайно обнаружена в 1545 году Диего де Уальпа, добытчиком серебра из племени кечуа, когда он обыскивал горы в поисках святилища инков или традиционных погребальных жертв. Красная гора, ныне известная как Серро-Рико, расположена между обнаруженными ранее шахтами Порко и Сукре, которые находятся на более низких высотах, и поэтому там легче проводить добычу. Однако, как только выяснилось, что Серро Рико содержит в основном серебряную руду, акцент в местной горнодобывающей промышленности сместился на добычу более ценного ископаемого, вместо добычи олова, цинка и свинца, обнаруженных в Порко и Сукре. На рудник Серро-Рико-де-Потоси, который сейчас является одним из крупнейших серебряных рудников в Боливии и в мире, было добыто около 60 000 тонн серебра, предполагается, что месторождение всё ещё содержит оценочные запасы в 1,76 миллиарда унций (50 000 тонн) серебра и 540 млн тонн руды с содержанием олова 0,17 %.. Рудник расположен на юге страны в Потоси